# Yakovlev Yak-18
Lo Yakovlev Yak-18 (in cirillico Яковлев Як-18, nome in codice NATO Max, Mouse per la versione Yak-18P) era un monomotore da addestramento ad ala bassa progettato dall'OKB 115 diretto da Aleksandr Sergeevič Jakovlev e sviluppato in Unione Sovietica negli anni cinquanta.
Impiegato negli anni successivi principalmente dalla Sovetskie Voenno-vozdušnye sily (VVS), l'Aeronautica militare dell'Unione Sovietica, e da molte forze aeree del Patto di Varsavia e filosovietiche, rimase in servizio nelle sue varie versioni per gran parte della seconda metà del XX secolo.

## Storia

### Sviluppo
A metà degli anni quaranta il governo sovietico ritenne necessario avviare lo sviluppo di un nuovo aereo da addestramento basico che potesse rimpiazzare il monoplano UT-2 ed il biplano Polikarpov Po-2 utilizzati fino a quel momento nei reparti di formazione dei piloti della VVS e della DOSAAF, quest'ultima organizzazione paramilitare che preparava i futuri piloti per esercito, aeronautica e marina militare.
Il progetto venne affidato ad Aleksandr Sergeevič Jakovlev, membro della seconda generazione di progettisti aeronautici russi e direttore dell'ufficio di progettazione (OKB) 115, in virtù della sua esperienza nella realizzazione di velivoli leggeri anche se la sua produzione più nota riguardava modelli di caccia. Già nel 1944, Jakovlev aveva costruito, come sviluppo dell'UT-2, il monoposto Yak-5 realizzato interamente in legno, caratterizzato dall'abitacolo chiuso e da un carrello d'atterraggio fisso, ma benché si fosse rivelato molto promettente venne deciso di non dargli seguito perché ritenuto già obsoleto nella concezione. Tuttavia l'esperienza acquisita con il prototipo venne sfruttata per pianificare un nuovo modello che rispondesse ad una serie di specifiche richieste dal governo sovietico. La richiesta, ufficializzata il 27 marzo 1946, prevedeva la fornitura di un nuovo velivolo biposto che doveva essere equipaggiato con la nuova motorizzazione Shvetsov M-11FM o Shvetsov M-12, che grazie alle loro caratteristiche potesse raggiungere la velocità al suolo massima di 260 km/h, con una velocità di atterraggio pari a 75 km/h, un'autonomia di 900 km, una velocità di salita a 1 000 m di 3 min e 30 s ed una quota di tangenza pratica pari a 5 500 m. Del modello si sarebbero dovuti consegnare due prototipi da utilizzare in prove di valutazione entro il 1º giugno 1946.
I due esemplari, che assunsero la designazione Yak-18, differivano nella motorizzazione adottata. Il primo Yak-18-1, equipaggiato con un motore M-11FM abbinato ad un'elica Vish-AB-22, venne portato in volo per la prima volta il 6 maggio 1946 ai comandi del pilota collaudatore G.S. Klimuškin, e continuò i collaudi fino al 29 maggio. Il secondo esemplare, designato Yak-18-2, adottava un motore più potente M-11FR-1 abbinato ad un'elica V-112A/12. Compì il primo volo il successivo 17 maggio continuando i test presso la fabbrica fino al 6 giugno. Fatta eccezione per i motori, i due prototipi dello Yak-18 risultavano praticamente identici, tuttavia gradualmente venne scelto il secondo prototipo come precursore della produzione in serie.
Il nuovo aereo volò un anno dopo con un motore radiale a cinque cilindri Shvetsov M-11 da 119KW (160 hp) ed un carrello d'atterraggio tradizionale con carrelli principali retrattili pneumatici e ruotino di coda fisso. Entrò in servizio come addestratore prima della fine dell'anno e venne prodotto fino al 1956. A partire dal 1950 alcuni aerei di questo tipo vennero forniti alla Cina sotto forma di componenti da assemblare. Nel 1954 i cinesi iniziarono la produzione su licenza di questo addestratore con la denominazione CJ-5.
Gli Yak-18 divennero famosi per il loro uso come bombardieri notturni durante la guerra di Corea. Questi aerei erano stati modificati dalla Chosŏn Inmin Kun Konggun, l'aeronautica militare nordcoreana, dotandoli di piloni per bombe nella sezione alare centrale. L'azione più rilevante fu la distruzione di un deposito con più di 20 milioni di litri di carburante presso Incheon nel giugno 1953 da parte di quattro o cinque Yak-18.
Secondo molti militari statunitensi il rumore del motore Shvetsov M-11 era molto simile a quello del motore a benzina usato per le prime lavatrici per cui soprannominarono lo Yak-18 "Washing Machine Charlie" ("lavatrice Charlie", quest'ultimo dovuto all'alfabeto fonetico NATO che identificava genericamente con la lettera "C" gli asiatici), un altro soprannome era "Bed Check Charlie" per l'uso frequente in incursioni notturne di disturbo contro le truppe ONU, che proseguirono finché non vennero impedite da una maggiore presenza di caccia notturni dell'ONU.
Lo Yak-18 divenne famoso anche per un primato di velocità per la sua categoria stabilito nel 1951 e per essere stato l'aereo su cui avevano imparato a volare il cosmonauta Yuri Gagarin e No Kum-Sok, primo pilota nordcoreano a disertare fuggendo a sud col suo MiG-15.
Col ritiro dal servizio di molti aerei a carrello tradizionale e l'aumento di nuovi modelli con carrello a triciclo era necessario un nuovo addestratore con questo tipo di carrello, per cui Yakovlev progettò una nuova versione dello Yak-18 con carrello triciclo retrattile e motore radiale Ivchenko AI-14RF da 224 kW (300 hp) che venne denominata Yak-18A.
Questa versione si rivelò molto facile da produrre e per le attività di manutenzione, al punto che ne vennero derivate altre due, l'addestratore Yak-54 e l'aereo da collegamento a quattro posti Yak-18T che sono ancora in produzione dopo 55 anni.
Attualmente dovrebbero esistere ancora circa quaranta Yak-18, di cui sei in condizioni di volo, tre negli USA e tre in Europa, altri quattro sono in fase di restauro per rimetterli in condizioni di volo in varie parti del mondo ed altri in esposizione in vari musei.
Il CJ-6a di produzione cinese è a volte considerato una versione dello Yak-18 ma in realtà è un aereo interamente progettato in Cina da Bushi Cheng e prodotto dalla Nanchang Aircraft Company.

### Impiego operativo
Lo Yak-18 e le sue numerose versioni divennero gli addestratori standard sovietici, utilizzati nelle scuole di volo della Sovetskie Voenno-vozdušnye sily, l'aeronautica militare, e della paramilitare DOSAAF. Inoltre venne adottato da numerose aeronautiche militari aderenti al Patto di Varsavia e nazioni rette da governi filosovietici. La Cina ne produsse una versione su licenza.
Alcuni Yak-18 nordcoreani vennero dotati di piloni alari ed impiegati come bombardieri notturni durante la guerra di Corea.

## Versioni

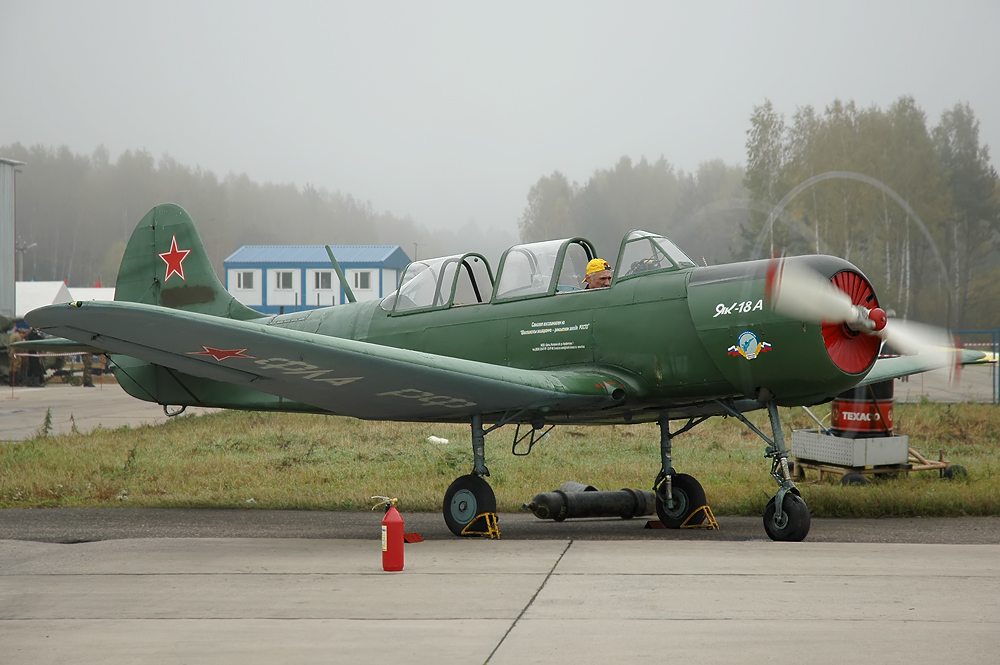
Yak-18A.

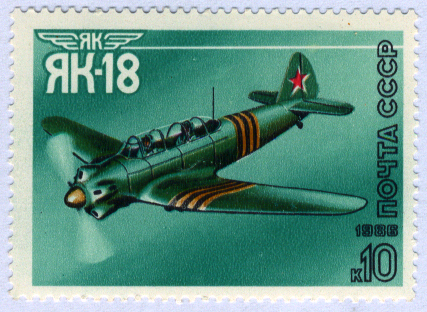
Lo Yak-18 soggetto in un francobollo commemorativo sovietico del 1986.

Yak-18
versione originale biposto da addestramento, prima versione prodotta in serie, caratterizzata dalla cappottatura motore a lobi.
Yak-18A
versione rimotorizzata, caratterizzata da un nuovo muso ed equipaggiata con un motore Ivchenko AI-14 FR da 260 CV (194 kW) racchiuso in una cappottatura NACA, prodotta in un considerevole numero di esemplari.
Yak-18U
versione dotata di carrello d'atterraggio triciclo anteriore retrattile, prodotta in un limitato numero di esemplari.
Yak-18P
versione monoposto con capacità acrobatiche, adattamento dello Yak-18 dea addestramento biposto.
Yak-18PM
versione aereo acrobatico.
Yak-18PS
versione aereo acrobatico con carrello d'atterraggio retrattile.
Yak-18T
variante completamente nuova, interamente riprogettata venti anni più tardi come addestratore per gli equipaggi della compagnia aerea Aeroflot. Benché risultasse avere oramai poco in comune con il suo progenitore, conservò la designazione Yak-18. Venne inoltre utilizzato come aereo da trasporto passeggeri leggero con una cabina da quattro posti a sedere, uno per il pilota e tre per i passeggeri.

### Su licenza
Hongzhuan-501
Probabile designazione originale della produzione iniziale dei CJ-5.
Nanchang CJ-5
Lo Yak-18 venne prodotto su licenza in Cina con la designazione locale CJ-5 ed utilizzato in campo militare nelle aviazioni dell'esercito e della marina, e in campo civile negli aeroclub nazionali. Realizzato in 379 esemplari, venne prodotto fino al 1958.

## Utilizzatori
Afghanistan
- Royal Afghan Air Force

 Afghanistan
- Afghan Republic Air Force

 Afghanistan
- Afghan Republican Air Force

 Albania
- Forcat Ajrore Shqiptare

 Algeria

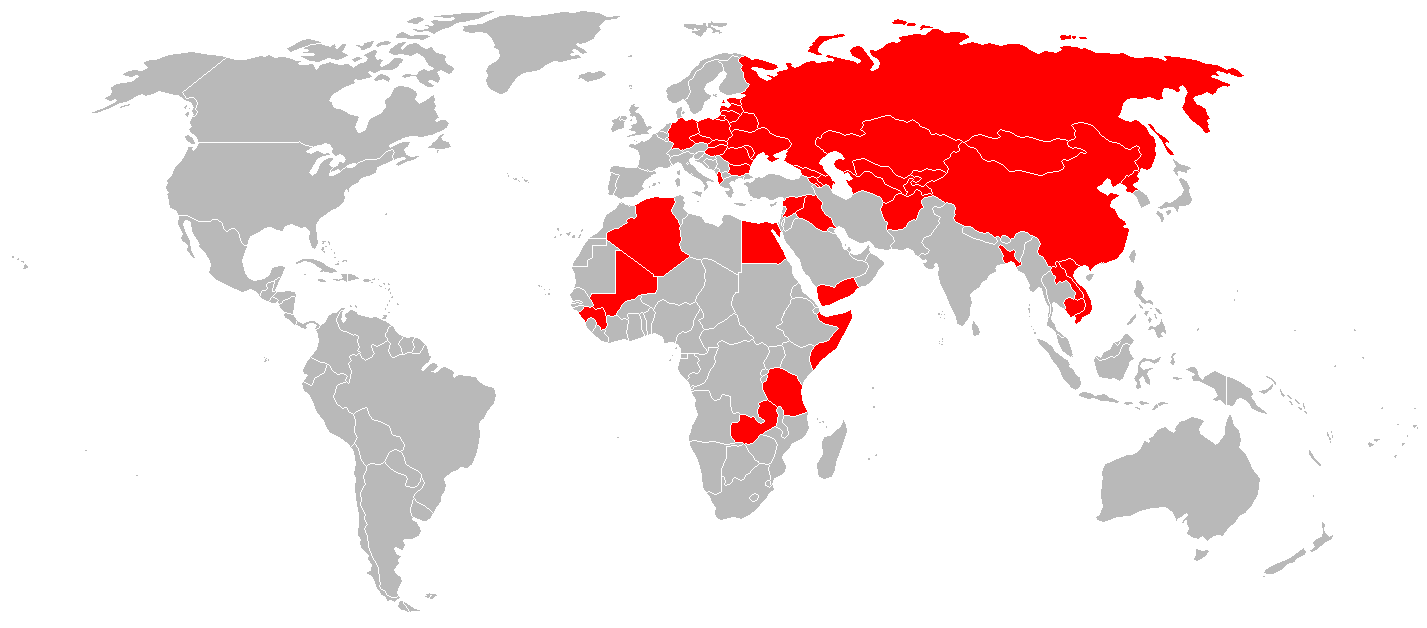
Gli utilizzatori mondiali dello Yak-18.

- Al-Quwwat al-Jawwiyya al-Jaza'iriyya

 Armenia
- Hayastani R'azmao'dayin Owjher

1 Yak-18T in servizio a novembre 2015.
 Bangladesh
- Bangladesh Biman Bahini

 Bulgaria
- Bălgarski Voennovăzdušni sili

 Cambogia
- Toap Akas Khemarak Phoumin

 Cecoslovacchia
- Češkoslovenske Vojenske Letectvo

 Corea del Nord
- Chosŏn Inmin Kun Konggun

 Germania Est

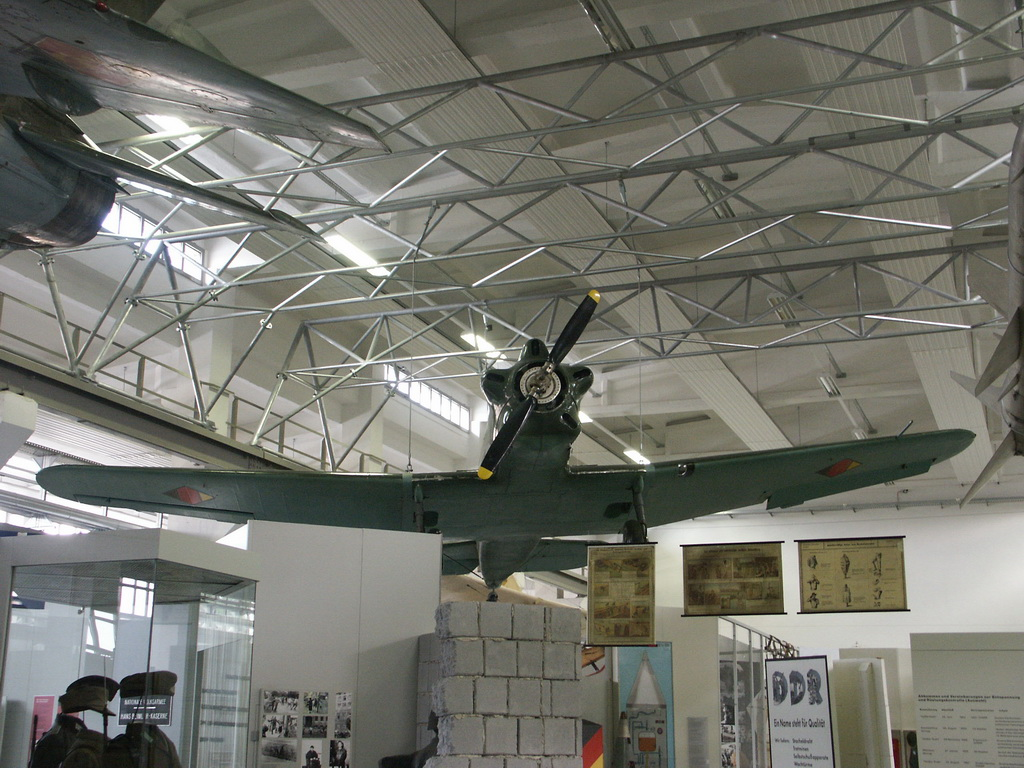
Lo Yak-18 con livrea tedesco orientale esposto al Militärhistorische Museum der Bundeswehr (MHM) di Dresda.

- Luftstreitkräfte und Luftverteidigung der Deutschen Demokratischen Republik

 Egitto
- Al-Quwwat al-Jawwiyya al-Misriyya

 Iraq
- Al-Quwwat al-Jawwiyya al-'Iraqiyya

 Laos
- Lao Zhōngguó Rénmín Jiěfàngjūn Kōngjūn

 Mali
- Force aérienne de la République du Mali

 Moldavia
- Moldovan Air Force

1 Yak-18T consegnato.
 Mongolia
- Agaaryn Dovtolgoonoos Khamgaalakh Tsergiyn Komandlal

 Polonia
- Siły Powietrzne

 Romania

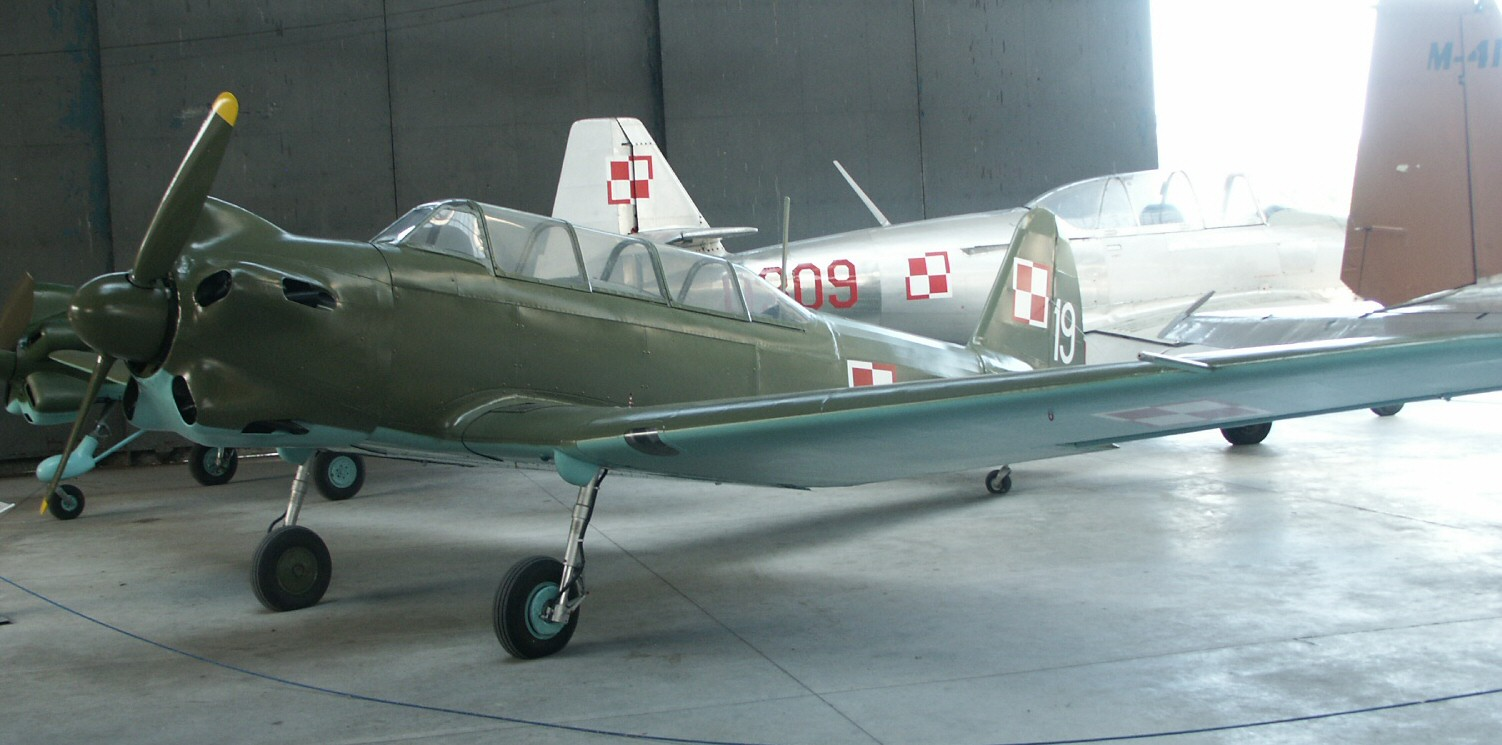
Lo Yak-18 in livrea Siły Powietrzne esposto presso il Museo dell'aviazione polacca di Cracovia.

- Forţele Aeriene ale Republicii Populare Română

 Siria
- Al-Quwwat al-Jawwiyya al-'Arabiyya al-Suriyya

 Somalia
- Cuerpo Aeronautica della Somalia

 Turkmenistan
- Turkmenistan Air Force and Air Defense Force

 Ungheria
- Magyar Néphadsereg légiereje

 Unione Sovietica
- DOSAAF
- Sovetskie Voenno-vozdušnye sily

 Vietnam
- Không Quân Nhân Dân Việt Nam

 Yemen
- Al-Quwwat al-Jawwiyya al-Yamaniyya

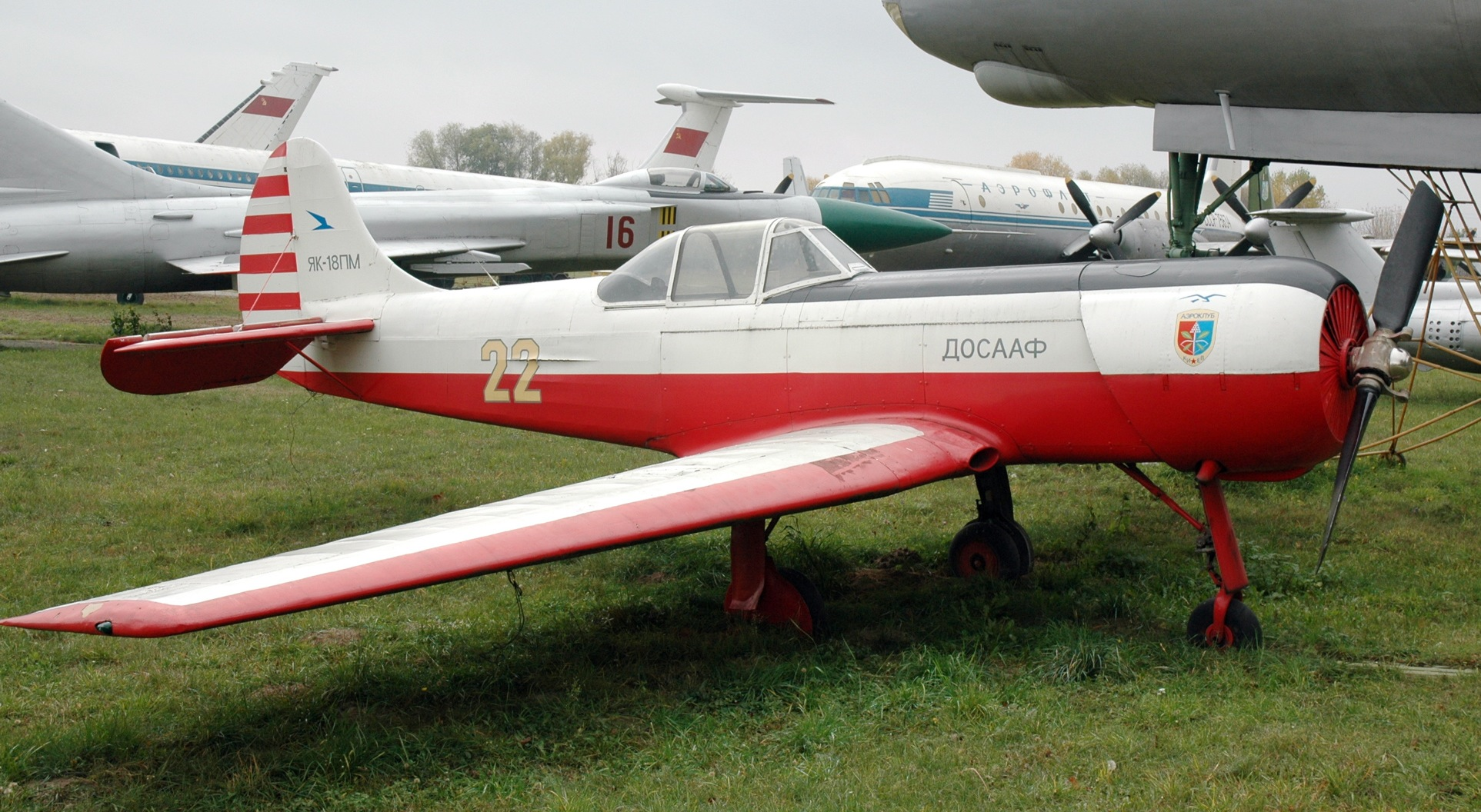
Lo Yak-18PM monoposto in livrea DOSAAF.

 Zambia (ex-Rhodesia Settentrionale)
- Zambian Air Force and Air Defence Command